# 11335 Santiago
A 11335 Santiago (ideiglenes jelöléssel 1996 HW23) a Naprendszer kisbolygóövében található aszteroida. Eric Walter Elst fedezte fel 1996. április 20-án.